# 王寨镇
王寨镇，是中华人民共和国安徽省宿州市萧县下辖的一个乡镇级行政单位。

## 行政区划
王寨镇下辖以下地区：
王寨村、后洼村、齐庄村、李楼村、苏庄村、杨集村、张楼村、大演武村、三座楼村、戴柿元村、吴丛村、王集村、郝洼村和吴河涯村。